# Surface Hub
Microsoft Surface Hub ist ein Großbildgerät für Videokonferenzen mit integriertem Whiteboard und Microsoft Office Anwendungen.
Bestellbar ist das Gerät seit Juli 2015 – die Auslieferung startete im Januar 2016.
Das Gerät ist in zwei Varianten erhältlich:
- Als 55-Zoll-Gerät mit 1920 × 1080 Pixeln und integrierter HD-4600-Grafik mit Intel Core i5
- sowie als 84-Zoll-Modell mit 3840 × 2160 Pixeln (4K) und Intel Core i7.

Das Seitenverhältnis beträgt jeweils 16:9. Surface Hub läuft mit dem Betriebssystem Windows 10 und hat Microsoft Office, Skype for Business, OneNote sowie Windows Universal Apps vorinstalliert, welche für den großen Bildschirm optimiert sind. Weitere Programme können nur installiert werden, wenn diese für das Surface Hub erstellt oder angepasst wurden.
Bis zu drei Personen können gleichzeitig per Touch oder Stift schreiben bzw. den Bildschirm bedienen. Surface Hub verfügt über duale 1080p-Kameras, ein 4-Element-Array-Mikrofon, duale Stereolautsprecher sowie zwei „Surface Hub Pen“-Stifte. Die Übertragungstechnologien sind Gigabit-Ethernet, WLAN gemäß IEEE 802.11 a/b/g/n/ac, Bluetooth 4.0 Low Energy, NFC-Reader sowie Miracast. Verschiedene Standfüße und Wandanbringungsmöglichkeiten sind wählbar.
Das Gerät ist für die Zusammenarbeit in Teams und Gruppen in Büros oder Besprechungsräumen mit oder ohne das Einbeziehen von anderen Teilnehmern über Videokonferenz gedacht. Spontane Zusammenarbeit soll gefördert werden, indem keine Anmeldung am System notwendig ist und Teilnehmer von ihren Windows- oder Android-Endgeräten per Miracast oder NFC drahtlos Inhalte beisteuern können. Remote-Teilnehmer können von ihrem PC Inhalte auf das Whiteboard hinzufügen. Nach Beendigung eines Meetings werden die Besprechungsnotizen als OneNote-Datei an die Teilnehmer versendet und vom Surface Hub gelöscht. Surface Hubs lassen sich zentral verwalten. Teilnehmer können das Gerät über Exchange für Besprechungen direkt buchen und Online-Meetings mit einem Klick starten.

## Technische Spezifikationen
| Betriebssystem   | Windows 10 |
| Bildschirmgrößen | 55 Zoll (806,4 mm × 1514,3 mm × 85,8 mm)                                                                            |
|                  | 84 Zoll (1171,5 mm × 2202,9 mm × 105,4 mm)                                                                          |
| Gewicht          | 55 Zoll-Modell: 105 lbs (ca. 47,6 kg)                                                                               |
|                  | 84 Zoll-Modell: 280 lbs (ca. 127 kg)                                                                                |
| Farbe            | schwarz |
| Speicher         | 128 GB SSD, 8 GB RAM                                                                                                |
| Display          | Auflösung 55 Zoll-Modell: 1920 × 1080 Pixel                                                                         |
|                  | Auflösung 84 Zoll-Modell: 3840 × 2160 Pixel                                                                         |
|                  | Seitenverhältnis 16:9                                                                                               |
|                  | Touch: 100-Punkte Multi-Touch                                                                                       |
| Pen              | inkl. 2× Surface Hub Pen                                                                                            |
| CPU              | 55 Zoll-Modell: 4. Generation Intel Core i5 mit Intel HD 4600 Grafik                                                |
|                  | 84 Zoll-Modell: 4. Generation Intel Core i7 mit Nvidia Quadro K2200 Grafik                                          |
| Netzwerk         | Wi-Fi (802.11 a/b/g/n/ac)                                                                                           |
|                  | Ethernet 1 Gbps |
|                  | Bluetooth 4.0 low energy                                                                                            |
|                  | NFC-Reader |
|                  | Miracast-fähig |
| Kameras          | Duale 1080p-Kameras vorne (100 Grad horizontales Sichtfeld)                                                         |
| Audio            | 4-Element Array-Mikrofon, duale Stereolautsprecher vorne                                                            |
| Anschlüsse       | 55 Zoll-Modell: (1) USB 3.0, (2) USB 2.0, Ethernet 1 Gbps, DisplayPort Out, 3,5 mm Stereo Out, RS232 Serial (RJ11). |
|                  | DisplayPort In, HDMI In, VGA In, 3,5 mm Stereo In, (1) USB 2.0 type B.                                              |
|                  | 84 Zoll-Modell: (1) USB 3.0, (4) USB 2.0, Ethernet 1 Gbps, DisplayPort Out, 3,5 mm Stereo Out, RS232 Serial (RJ11). |
|                  | DisplayPort In, HDMI In, VGA In, 3,5 mm Stereo In, (2) USB 2.0 type B.                                              |
| Packungsinhalt   | 2× Surface Hub Pen, Microsoft All-In-One Media Keyboard, Netzkabel                                                  |
| Vorinstalliert   | Windows 10, Microsoft Office                                                                                        |